# Duc de Cadix
Le titre de duc de Cadix est un titre de noblesse espagnol concédé pour la première fois en 1484. Il n'a plus été attribué depuis 1989.
Le premier duché de Cadix (en Andalousie) a été concédé en 1484 en faveur de Rodrigo Ponce de León y Núñez, 3e comte d'Arcos (dans la province de Cadix) et 2e marquis de Cadix. À la mort du duc, les Rois catholiques négocièrent avec sa fille légitimée, Francisca Ponce de León y Jiménez de la Fuente, la suppression du marquisat et du duché de Cadix en 1493. Cependant, ayant épousé son cousin, Luis Ponce de León y Figueroa (+ 1494), seigneur de Villagarcia (à Llerena), leur fils aîné, Rodrigo Ponce de León y Ponce de León (1488-1530) devint 1er duc d'Arcos. Par la suite, le titre ne fut décerné qu'en faveur d'infants d'Espagne de la maison de Bourbon d'Espagne (1820, 1822 et 1972).

## Liste des ducs de Cadix
Première création par Ferdinand V et Isabelle Ire
- 1484-1492 : Rodrigo Ponce de León y Núñez (en) (1443-1492), marquis de Cadix, comte d'Arcos ;
- 1492-1493 : Francisca Ponce de León y Jiménez de la Fuente (?-?), marquise de Cadix, comtesse d'Arcos.

Deuxième et troisième créations par Ferdinand VII
- 1820-1821 : François d'Assise Louis de Bourbon (es) (1820-1821)[2], infant d'Espagne, fils aîné de François de Paule de Bourbon, infant d'Espagne, frère puîné de Ferdinand VII et de Charles de Bourbon, infant d'Espagne et prétendant au trône ;
- 1822-1902 : François d'Assise de Bourbon (1822-1902), infant d'Espagne, fils cadet de François de Paule de Bourbon, infant d'Espagne, et père d'Alphonse XII.

Quatrième création par Francisco Franco, chef de l'État espagnol
- 1972-1989 : Alphonse de Bourbon (1936-1989)[3], petit-fils aîné d'Alphonse XIII. Le titre est créé par le chef de l'État espagnol, Francisco Franco, en faveur d'Alphonse de Bourbon (fils aîné de l'infant Jacques, duc d'Anjou et de Ségovie), qui reçoit son titre par décret pour la naissance de son fils François. Néanmoins, le décret royal no  1 368 du 6 novembre 1987 de Juan Carlos Ier rend le titre viager et le prédicat d'altesse royale intransmissible aux « consorts [et] enfants » (dispositions transitoires)[4]. Il retourne alors à la Couronne à la mort d'Alphonse de Bourbon.

Titre de courtoisie
- 1955-1958 : Ferdinand-Marie de Bavière (1884-1958), infant d'Espagne, fils aîné de l'infante María de la Paz de Borbón (1862-1946) et époux de l'infante Marie-Thérèse (1882-1912), reçut après la mort de sa deuxième femme le titre de duc de Cadix, que l'infant don Juan de Borbón (frère cadet du duc de Ségovie, prétendant au trône d'Espagne), prétendant concurrent au trône d'Espagne, lui concéda[5] à titre de courtoisie. Toutefois selon certaines sources[6],[7],[8], ce serait Alphonse XIII détrôné et exilé, qui aurait lui-même concédé verbalement à l'infant Ferdinand-Marie le titre de courtoisie de duc de Cadix, lors d'une réunion de chevaliers de la Toison d'or à Versailles.